# 古谷朋弘
古谷 朋弘（ふるや ともひろ、1975年4月18日 - ）は、京都府出身の俳優。アンカット所属。
身長174cm。体重67kg。趣味はドライブ、料理、音楽鑑賞。特技はギター、車の運転、ヲタ芸、般若心経の読経。

## 出演

### 映画
- ゴメンナサイ（2011年）
- 口裂け女 リターンズ（2012年）
- 武蔵野線の姉妹（2012年）
- 呪怨 終わりの始まり（2014年）
- いぬやしき（2018年） - しおんの父 ※スチール出演[1]
- 累-かさね-（2018年） - 舞台監督
- 蜜蜂と遠雷（2019年） - マネージャー
- Fukushima 50（2020年） - 戸島昭徳

### テレビ
- 震える牛（2013年）
- 鼠、江戸を疾る（2014年）
- マルホの女〜保険犯罪調査員〜（2014年）
- BORDER 警視庁捜査一課殺人犯捜査第4係 第2話（2014年）
- 森光子を生きた女 〜日本一愛されたお母さんは、日本一寂しい女だった〜（2014年）
- モザイクジャパン（2014年）
- ラスト・ドクター〜監察医アキタの検死報告〜（2014年）
- ファーストクラス（2014年）
- ウルトラシリーズ
  - ウルトラマンギンガS 第12話（2014年） - オタク仲間 ※「古谷明弘」と誤記
  - ウルトラマンジード 第25話（2017年） - 医師
- ○○妻（2015年）
- 予告犯 -THE PAIN-（2015年）
- 相棒
  - （2015年） - 柳本孝
  - （2017年） - 刑事
  - （2020年） - 工場長
- HiGH&LOW2（2016年）
- キャバすか学園（2016年）
- さぼリーマン 飴谷甘太朗 第10話（2017年） - 本郷
- 特命刑事 カクホの女 第1話（2018年）
- 記憶（2018年） - 徳留慎司
- ハケン占い師アタル 第2話（2019年） - クライアント 役
- やすらぎの刻〜道 第57話（2019年） - 記者
- 白い巨塔（2019年） - 書記官
- 同期のサクラ 第10話（2019年） - 黒川の取り巻き 役
- 孤独のグルメ Season9 第11話  （2021年9月18日、テレビ東京）- 客 役
- ゴシップ#彼女が知りたい本当の○○ 第9話（2022年3月3日、フジテレビ）
- ソロ活女子のススメ4 第9話（2024年5月30日、テレビ東京） - 純喫茶王城・オーナー 役[2]
- 新宿野戦病院 第7話（2024年8月14日、フジテレビ） - 田辺の娘婿 役

### テレビ番組
- 奇跡体験!アンビリバボー
- Mr.サンデー
- 偉人たちの健康診断「8代将軍吉宗の暴れん坊健康法」 - 徳川吉宗
- ザ・プロファイラー 〜夢と野望の人生〜「“天下の謀反人”の真実〜明智光秀〜」 - 明智光秀
- 超入門!落語 THE MOVIE
  - 「粗忽の使者」（2016年） - 侍
  - 「井戸の茶碗」（2017年） - 目利き

### Vシネマ
- ブタカリ 呪いの使徒（2012年）

### CM
- JA共済（2015年）
- サブウェイ（2016年）
- クボタ「壁がある。だから、行く。」日本アグリロボ篇（2018年）
- 日清食品 カップヌードル「NewLegend」篇（2019年）
- 大阪ガス「電気基本料金2ヵ月無料っス」篇（2020年）

### 舞台
- 「SoundHorizon9thstoryconcert『nine』〜西洋骨董屋根裏堂へようこそ〜」（2015年）

### 配信ドラマ
- 東京水没!?（配信日未定、YouTube） - 磯辺勝 役[3]

### その他
- 妄想の王子様